# Edmond Hébert
Edmond Hébert (Villefargeau, 12 de junio de 1812 - París, 4 de abril de 1890) fue un geólogo francés.

## Biografía

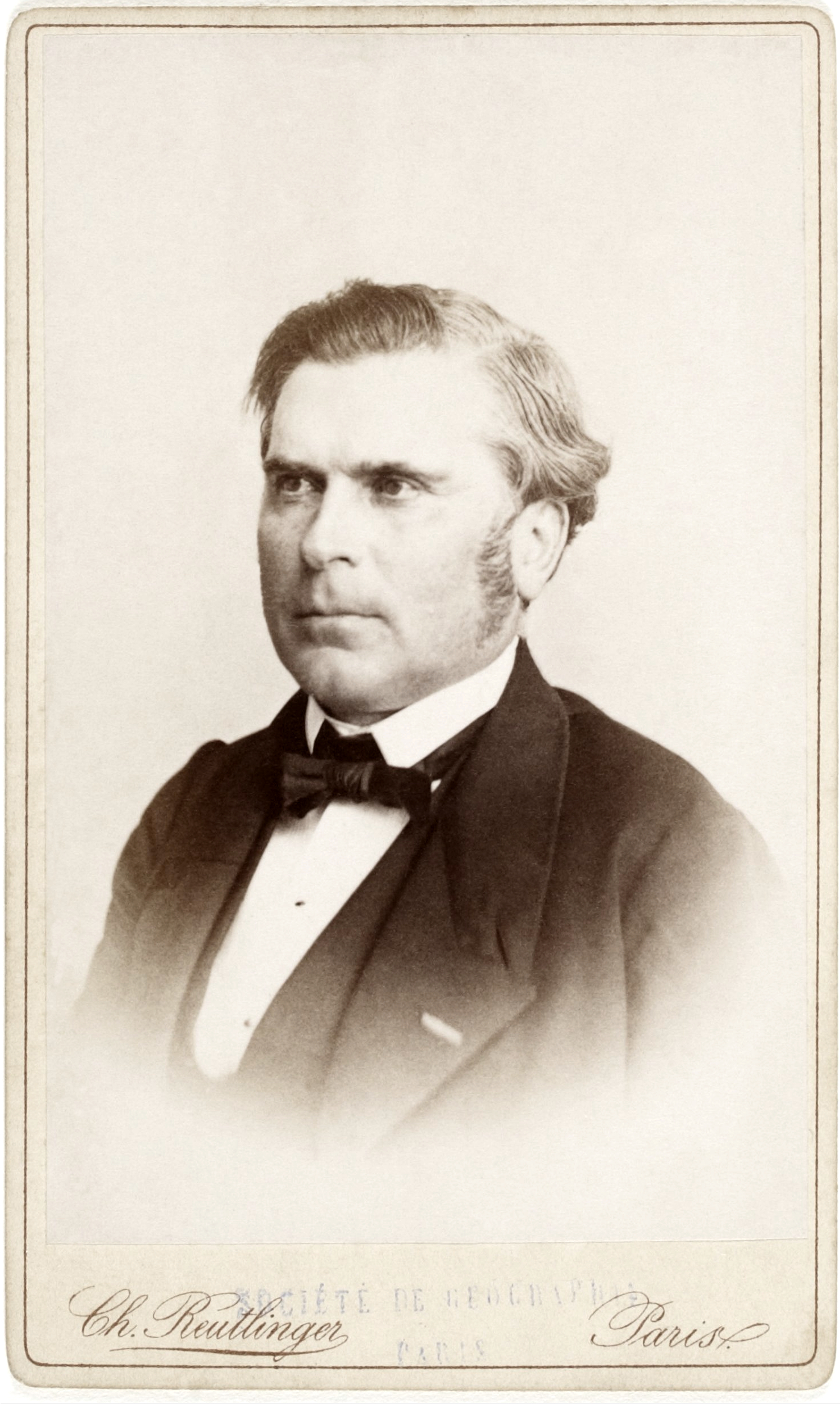
Edmond Hébert, ca.1880

Hébert nació en la pequeña localidad de Villefargau, departamento de Yonne (Francia), el 12 de junio de 1812. Estudió en el Colegio de Meaux, Auxerre, y en la École Normale de París. En 1836 se convirtió en profesor en la localidad de Meaux y en 1838 fue profesor de química y física en la École Normale y tres años más tarde, subdirector de estudios de la escuela y profesor de geología. En 1857 fue nombrado profesor de geología en La Sorbona, donde tuvo una exitosa carrera como maestro, compaginándola con el trabajo de campo que realizaba, principalmente interesado en el Jurásico, Cretáceo y Terciario en Francia y la relación que mantenían con los estratos de Inglaterra y el sur de Europa.
Fue elegido miembro del Instituto en 1877, nombrado comendador de la Legión de Honor en 1885, y tres veces presidente de la Sociedad geológica de Francia. Murió en París el 4 de abril de 1890.